# Пояконда
Пояконда (фін. Pajakanta; рос. Пояконда) — селище у Кандалакському районі Мурманської області Російської Федерації.
Населення становить 78 осіб. Належить до муніципального утворення Зеленоборське міське поселення .

## Населення
| 2002 | 2010 |
| ---- | ---- |
| 122  | ↘78  |